# José Carlos Frau
José Carlos Frau es un deportista español que compitió en vela en la clase Europe. Ganó una medalla de plata en el Campeonato Mundial de Europe de 1985.

## Palmarés internacional
| Campeonato Mundial | Campeonato Mundial | Campeonato Mundial | Campeonato Mundial |
| Año                | Lugar              | Medalla            | Clase              |
| ------------------ | ------------------ | ------------------ | ------------------ |
| 1985               | Tønsberg (Noruega) | Medalla de plata   | Europe             |